# Psychologie de l'apprentissage
Pour les articles homonymes, voir Psychologie (homonymie).
D'une manière générale, la psychologie de l'apprentissage est un champ de la psychologie qui s'intéresse particulièrement aux processus d'apprentissage, ou comment l’être humain est capable de développer de nouvelles attitudes, connaissances et compétences (savoir-être, savoir et savoir-faire) sur le plan de l'acquisition comme de l'invention.

## Préambule
À la différence de la psychologie de l'éducation qui s'intéresse essentiellement aux enfants et aux jeunes (- de 16 ans) en activité scolaire, la psychologie de l'apprentissage s'adresse autant aux enfants qu'aux adultes et ne cible ni un public ni une activité d'apprentissage en particulier. D'autres types de psychologie proches de la psychologie de l'éducation reste en lien avec la psychologie de l'apprentissage comme la psychologie scolaire (liée entre autres à la prévention de l'échec scolaire) ou la psychologie de l'orientation (liée à l'adéquation entre le profil d'une personne et le métier ou la profession à exercer).
La psychologie de l'apprentissage ou les psychologies de l’apprentissage en fonction des auteurs intègrent les psychologies suivantes :
- la psychologie behavioriste ou comportementaliste ; elle est basée sur les comportements observables. Elle accorde une grande place au conditionnement opérant (voir ci-dessous) ;
- la psychologie de la forme ou théorie gestaltiste : elle est basée sur l'apprentissage par association, c'est-à-dire par tâtonnements successifs et progressifs, par essais-erreurs, avant la compréhension soudaine de la réponse par soi-même, l'insight ;
- la psychologie cognitive ; traitement intellectuel et émotionnel de l'information. La psychologie cognitive décortique notamment les mécanismes mentaux de traitement de l'information en apprentissage, elle est basée sur :
  - la perception, avec la mise en place de filtres et d'opérations de tri face à la masse d'informations présentes et à traiter ;
  - la mémoire, avec la prise en compte d'une mémoire de travail à court terme face à une mémoire de stockage à long terme ;
  - les représentations, qui tiennent compte du vécu de la personne sur le sujet traité avec l'impact psychologique positif ou négatif passé ;
  - les résolutions de problème, qui s'appuient soit sur la définition d'objectifs et sous-objectifs pédagogiques soit sur le raisonnement par analogie, raisonnement comparatif dans des situations semblables.

En outre la psychologie de l'apprentissage tient compte de facteurs divers comme la motivation, le cadre didactique, la pédagogie employée, les contextes de l'autoformation, les facteurs sociaux d'apprentissage.

## Théories psychologiques de l'apprentissage
Il existe de nombreuses théories psychologiques qui cherchent à comprendre et expliquer le processus d'apprentissage. La définition de l'apprentissage varie suivant les théories pédagogiques.
Il y a différentes formes d'apprentissage, différentes façons d’apprendre : 
- par conditionnement opérant ou classique (béhaviorisme) ;
- par imitation (théorie socio-cognitive de Bandura) ;
- par association avec des connaissances antérieures (théories cognitivistes, dont la théorie de l'assimilation de Ausubel, et les théories de la mémoire sémantique).

### Béhaviorisme
Les théories béhavioristes considèrent qu'apprendre consiste à acquérir un nouveau comportement, ou modifier un comportement préexistant. D'un point de vue psychologique, Dominique Fablet définit l'apprentissage comme : le « Processus d’effets plus ou moins durables par lequel des comportements nouveaux sont acquis ou des comportements déjà présents sont modifiés avec le milieu ou l’environnement. »
Le conditionnement traditionnel, classique ou pavlovien
Le schéma pavlovien : dresser est différent du rapport à l’étude :
1. Chien + Viande = le chien salive ;
2. Chien + Sonnerie (élément neutre) + Viande = le chien salive ; et on aboutit finalement à ;
3. Chien + Sonnerie (sans viande) = le chien salive.

Pour Olivier Reboul, dans ce cas de dressage, le dressage s’opère le plus souvent dans la souffrance et cela peut générer une anxiété et un stress sur l'animal. En outre, les savoirs acquis ne sont pas généralisables ni transférables. D'une part, si la sonnerie devient trop fréquente, elle ne sera plus associée au repas. D'autre part, la sonnerie n'a de lien qu'avec ce que l'on veut l'associer et ne se réfère pas à un objet en particulier. Ici la sonnerie a été associée à la viande (quelque chose de positif) pour le chien mais elle aurait pu être associée à tout autre chose (ex. : choc électrique - quelque chose de négatif) et nous aurions pu déceler des signes de stress chez l'animal.
Le conditionnement opérant ou conditionnement instrumental de Burrhus Frederic Skinner
Le Renforcement du comportement correspond à la hausse de la fréquence du comportement opérant.
1. a) Il y a comme Réponse (R) ou résultat, une hausse (+) de la fréquence du comportement (FC) opérant lorsque la stimulation (S) est positive (+), c'est-à-dire que la stimulation apporte quelque chose en plus qui conduit à une récompense.

(FC+) + (S+) = Récompense (R)
- b) Il y a comme Réponse (R) ou résultat, une hausse (+) de la fréquence du comportement (FC) opérant lorsque la stimulation (S) est négative (-), c'est-à-dire que la stimulation apporte quelque chose en moins qui conduit à un soulagement.

(FC+) + (S-) = Soulagement (R)
1. a) Il y a comme Réponse (R) ou résultat, une baisse(-) de la fréquence du comportement (FC) opérant lorsque la stimulation (S) est positive (+), c'est-à-dire que la stimulation apporte quelque chose en plus qui conduit à une charge.

(FC-) + (S+) = Punition par ajout d'une charge (R)
Exemple : conjuguer le verbe respecter au présent de l'indicatif pour un élève ayant proféré une insulte envers l'un de ses camarades. C'est un devoir à faire en plus de son travail habituel. L'idée est que par la punition additive, il y ait une diminution du comportement opérant (l'insulte).
- b) Il y a comme Réponse (R) ou résultat, une baisse (-) de la fréquence du comportement (FC) opérant lorsque la stimulation (S) est négative (-), c'est-à-dire que la stimulation apporte quelque chose en moins qui conduit à une privation.

(FC-) + (S-) = Punition par privation (R)
Exemple : Un enfant assis à table passe son temps à jeter son jouet ; punition par retrait du jouet à l'enfant.
| Réponse (R)                    | Récompense   | Soulagement  | Charge supplémentaire | Privation    |
| Fréquence du comportement (FC) | Hausse (+)   | Hausse (+)   | Baisse (-)            | Baisse (-)   |
| Stimulation (S)                | Positive (+) | Négative (-) | Positive (+)          | Négative (-) |

Il est à préciser que le conditionnement opérant informe sur les fréquences du comportement liées à une action mais ne prétend pas pour autant être une référence en matière de pratique pédagogique dans un cadre scolaire. Les expériences de Skinner se sont basées d'abord sur des tests auprès des animaux.
Enfin, Skinner était pour que l'on favorise les renforcements positifs dans l'enseignement. Ses travaux sont à la base de l'enseignement programmé. L'enseignement programmé vise à découper un objectif global d'apprentissage : programme, en différents sous programmes (objectifs intermédiaires) à acquérir de manière progressive. En outre l'enseignement programmé vise à une individualisation du parcours d'apprentissage de l'élève.
En effet, ce dernier peut apprendre à son rythme, renforcer ses apprentissages à chaque fin d'étape par une évaluation, une mise en pratique, un exercice dont l'ensemble des éléments pour le réussir ont été présentés (vocabulaire, théorie, formule) dans le cours. À l'issue de la réussite d'un exercice qui valide la première étape, l'apprenant passe à l'étape suivante pour développer de nouvelles connaissances, ces connaissances se rajouteront aux acquisitions antérieures et seront elles-mêmes évaluées à la fin de l'étape. Ainsi de suite dans la progression des étapes jusqu'à la fin du programme. On parle de petites étapes graduées.
Par conséquent, les exercices sont simples au départ et deviennent de plus en plus développées au fur et à mesure que l'élève avance dans le programme. Pour Jean Berbaum, professeur émérite en sciences de l'éducation, l'art de l'enseignant réside alors dans sa capacité à présenter aux élèves un découpage approprié du programme d'apprentissage.
Par ailleurs d'après Olivier Reboul : « Apprendre n'est pas dresser. »

### Théories socio-cognitives
Les théories socio-cognitives mettent en avant l’apprentissage par imitation.
Que ce soit dans les apprentissages sociaux ou scolaires, mettre en pratique et répéter une action tient compte de la personne qui à nos yeux fait office de modèle avant de procéder de même par imitation. Il y a là une perception d'auto-efficacité en se disant simplement : « Si lui où elle est capable de le faire, moi aussi ». C'est pourquoi le modèle doit être un ou une camarade que le sujet va considérer d'un niveau accessible. Ainsi, dans ce cas le professeur ou formateur devra parfois demander aux élèves qui savent faire de montrer et expliquer à leurs semblables comment comprendre et réaliser l'action.
De plus, le sentiment d’auto-efficacité peut laisser croire qu'il renforce l'estime de soi, cependant « tel élève peut avoir une bonne estime de lui-même car il est chouchouté par ses parents et adoré de ses copains mais se sentir de niveau moyen (voire nul) en espagnol et musique : son sentiment d'efficacité personnelle est alors moyen ou nul dans ces matières ».
Par ailleurs, il faut distinguer l'apprentissage social par référence au modèle avec l'idée « je suis capable de... tout autant que lui ou elle » avec l'apprentissage par observation : l'apprentissage vicariant.
En effet, dans l'apprentissage vicariant, il s'agit à partir d'observations de faire comme ceux qui savent faire. L'apprentissage vicariant consiste à observer et analyser les étapes de la réalisation d'une action par quelqu'un de semblable avant de le copier, de faire soi-même la même chose. Ainsi, l'apprentissage se fait par l'intermédiaire d'un autre apprenant qui fait office de modèle, c'est l'apprenant qui sait faire et qui est copié, modélisé dans son apprentissage par d'autres apprenants. Par ailleurs, cet apprenant peut s'investir ou être investi par le professeur de la fonction de médiateur c'est-à-dire que l'enseignant lui demande d'expliquer à ses camarades avec un vocabulaire plus proche des élèves ses mots à lui comment il faut faire.
De plus, la fonction de modèle n'est pas nécessairement officialisée puisque tout le monde peut observer pour s'améliorer celui et ceux qui savent faire pour faire de même. Attention néanmoins à saisir qu'être modèle celui qui fait bien et médiateur celui qui explique bien n'est pas la même chose. D'ailleurs une personne peut être un modèle sans être médiateur et inversement. Dans un certain nombre de cas néanmoins, une personne ne pourra être un médiateur que si préalablement c'est déjà un modèle. Que ce soit au niveau scolaire ou professionnel, il revient au formateur de choisir les modèles qui pourront faire office de médiateurs ou intermédiaires auprès de leurs camarades.

### Théories cognitivistes
Pour les théories cognitivistes, apprendre consiste à acquérir des connaissances nouvelles, qui doivent faire l'objet d'un traitement au niveau de la mémoire de travail : l'information doit être analysée, filtrée et hiérarchisée pour envisager par la suite d'intégrer la mémoire à long terme. Parmi ces théories, on peut notamment citer la théorie de la charge cognitive, ou la théorie de l'assimilation d'Ausubel.
Les paramètres qui influent sur l'apprentissage, sont :
- la charge de la mémoire de travail, aussi appelée la charge cognitive ;
- le contenu et l'organisation de la mémoire à long terme ;
- les différentes stratégies cognitives d'apprentissage.

Concernant les stratégies cognitives, la recherche se penche surtout sur les techniques de mémorisation, comme le rappel actif ou l'apprentissage distribué.

## Processus en œuvre

### Démarche d'apprentissage
D'un point de vue consensuel entre les différents psychologues spécialistes de ce domaine, il est admis que le développement des acquisitions mentales est réalisé dès lors que trois processus sont présents : (S') Intéresser, Comprendre et Répéter.
(S') Intéresser
Au préalable, il est nécessaire d'avoir une disposition psychologique et physiologique (stabilité émotionnelle, état de veille et sommeil satisfaisants, bonne santé générale) favorables à cette activité intellectuelle : l'apprentissage.
Il faut porter ou pouvoir porter un minimum d'intérêt au sujet qui est présenté sous peine d'avoir une attention sélective, partielle voire absente qui empêchera par la suite les autres processus compréhension et répétition de se mettre en œuvre. « Le processus d'attention est une disposition mentale permettant d'opérer une perception dans l'environnement et, ainsi, de se focaliser sur l'objet d'apprentissage. »
Poser le sujet de l'intéressement c'est se questionner sur la motivation à apprendre pour les élèves ou à se former pour les adultes. D'après Fabien Fenouillet docteur et maître de conférences en sciences de l'éducation, la motivation à apprendre ou à se former sera d'autant plus efficace si elle est liée à la notion de plaisir c'est-à-dire attachée à une motivation intrinsèque, plutôt que liée à la notion d'utilité c'est-à-dire attachée à une motivation extrinsèque.
Par ailleurs, il peut s'avérer pertinent de tenir compte des représentations liées aux disciplines ou contenus traités par les apprenants (personnes en cours d'apprentissage). En effet, apprendre n'est pas une activité psychologiquement neutre. Chaque personne en fonction de ses succès, échecs voire traumatismes passés pourra aborder l'apprentissage d'une discipline avec un a priori positif ou négatif.
Comprendre
Comprendre, c'est s'intéresser aux différents sens de l'apprentissage.
1. L'apprentissage nécessite un sens, une signification. Il est nécessaire de comprendre pour pouvoir par la suite expliquer l'action réalisée ou à réaliser. Sans compréhension, il y a peu ou pas de possibilité de transmission de l'acquisition à une autre personne par manque de sens. La compréhension est nécessaire à la modélisation de l'apprentissage. Selon le philosophe de l'Antiquité Sénèque, les hommes apprennent en enseignant : « Homines, dum docent discunt ».
2. L'apprentissage nécessite un sens, une direction. Il s'agit en effet de ne pas se perdre sur le chemin de la connaissance. Apprendre se réalise d'autant plus aisément qu'un objectif est clairement identifié. L'objectif pédagogique c'est-à-dire ce que souhaite faire acquérir l'enseignant ou le formateur aux apprenants, correspond au résultat concret à atteindre par l'apprenant à l'issue de l'apprentissage. Pour déterminer clairement l'objectif encore faut-il pouvoir le dissocier de l'objet : le contenu présenté. Afin de vérifier voire de certifier que les objectifs pédagogiques sont bien atteints, il faut procéder à des évaluations auprès des apprenants. En clair, l'objectif c'est le résultat à atteindre, l'évaluation mesure si le résultat est atteint ou non. De plus, pour plus de lisibilité des objectifs pédagogiques, définition des résultats concrets à atteindre, il est préférable d'utiliser directement les verbes d'action que de les précéder par le verbe savoir. Exemple d'objectif : Conjuguer le verbe réussir au présent de l'indicatif et non savoir conjuguer le verbe réussir. Savoir est alors associé à être capable de apparait comme une redondance qui peut troubler la compréhension de l'action à réaliser, puisqu'au lieu de préciser les contours et limites de l'objectif pédagogique, dans ce cas le présent de l'indicatif, l'intitulé se concentre sur deux verbes : savoir et conjuguer dont l'un savoir est inutile à la compréhension de l'action.
3. L'apprentissage nécessite un sens, une sensibilité. Il faut un minimum de sensibilité à la fois intellectuelle, émotionnelle et pratique pour être en mesure de visualiser, matérialiser, transférer d'un contexte à un autre ce qu'une personne apprend.

Répéter
 (février 2016).
La répétition des acquisitions permet de les consolider dans la mémoire.
D'après Pascal ROULOIS enseignant en neuropédagogie : « Sur le plan biologique, apprendre serait une affaire de connexions. Lorsque nous sommes face à une information nouvelle, certains de nos neurones vont s'associer pour créer de nouvelles connexions synaptiques, comme si l'on construisait des routes pour relier plusieurs villes. Si de nouvelles connexions sont établies, répéter et réviser l'information renforce ces connexions, ce qui permet de la placer dans la mémoire à long terme. Mais aussi, la répétition d'une information nous permet d'y avoir accès plus rapidement, ce qui diminue la charge cognitive. Croire que l'on connaît son cours en l'ayant lu une fois ou en ayant écouté le professeur constitue donc une erreur fondamentale. »
Au niveau scolaire, répéter un exercice ne signifie pas se contenter de le recopier mais le faire à nouveau en expliquant toutes les étapes de la réalisation jusqu'au résultat final. Il ne faut pas confondre répéter un exercice et le mémoriser sous peine de perdre tout ou partie du sens de ce que fait l'élève ou l'apprenant. Répéter un exercice c'est le refaire pour mieux le comprendre et ainsi mieux le mémoriser.
Au niveau professionnel, la répétition de l'action permet de renforcer l'expérience acquise et contribue souvent à une meilleure compréhension de l'action réalisée. Il y a des apprentissages qui prennent vie dans l'action, la réalisation consolide par la même occasion la compréhension du sujet abordé.
L'action de répéter doit néanmoins se dissocier du conditionnement mécanique où l'action est réalisée sans compréhension ou liaison véritable avec l'objet de l'apprentissage. Le problème lié au conditionnement est que l'action à réaliser devient impossible dès lors qu'une variable est modifiée puisque l'apprenant n'ayant pas ou peu saisi le sens initial de ce qu'il faisait est incapable de s'adapter à la situation nouvelle.
- Exemple 1 : Insérer des nombres dans une formule en mathématiques ne signifie pas pour autant l'avoir comprise et être capable de la reconnaître dans un problème.
- Exemple 2 : Conjuguer un verbe ne signifie pas être capable de dissocier le radical de la terminaison.
- Exemple 3 : Conduire une voiture ne signifie pas être capable de la réparer en cas de panne.

### Apprentissage collectif: distinguer la collaboration de la coopération
Dans les travaux de groupe, au-delà de l'approche disciplinaire, l'apprenant développe des compétences transversales notamment en communication et en conduite de projet à plusieurs. Pour autant, encore faut-il distinguer le travail collaboratif du travail coopératif. En effet, même si tous deux visent le même but, il n'en demeure pas moins que les échanges intellectuels et professionnels ainsi que les attentes des participants entre eux pourront être très divergents en fonction de la nature du travail de groupe.
Le travail collaboratif
C'est le travail de groupe où toutes les personnes du projet sont solidaires sur l'ensemble des tâches à réaliser et produites. À l'extrême, les activités réalisées sont le produit de la contribution de tous sans qu'on puisse réellement identifier qui a fait quoi. Chaque membre du groupe est solidaire sur toutes les parties du projet que ce soit en cas de réussite ou d'échec et cela quels qu'aient été leur contribution ou leur domaine d'intervention dans le projet. L'identification des points forts et des points faibles du projet ne permet pas de savoir qui en est particulièrement responsable.
L'entraide entre les différents membres du groupe est un élément important du travail collaboratif.
Le travail coopératif
C'est la somme des contributions individuelles qui constitue le travail du groupe. Les tâches à réaliser et produites sont partagées entre les différents membres du groupe. À l'extrême chaque membre est contributeur de la seule partie qui lui incombe, quitte à ne pas intervenir dans les parties de leurs collègues ou ne pas se sentir solidaire des autres membres.
On sait exactement qui fait quoi et en cas de succès ou d'échec, on identifie précisément les points forts et les points faibles du projet et les personnes responsables.
D'une manière générale, de par la répartition des tâches et responsabilités, l'entraide même si elle peut être présente reste moindre par rapport à un travail collaboratif.

#### Changer l'organisation du travail ou l'apprentissage collectif
Par ailleurs, dans le cadre professionnel, lorsque le modèle de travail et d'expérimentation doit évoluer au niveau collectif, c'est l'organisation du travail, la matrice des tâches, qui doit être remise en question. La stratégie de l'entreprise doit clairement identifier les comportements attendus par les employés afin d'être opérationnelle. « People don't follow strategies, they follow behaviors ! » (Les gens ne suivent pas les stratégies mais les comportements !).

## La motivation
D’après Philippe Carré, il existe dix motifs d’engagement en formation ou en apprentissage qui se répartissent en deux catégories :
- les motivations intrinsèques : l'intérêt initial de l'action est basée sur la volonté de se faire plaisir, comme dans l'exemple d'une personne passionnée d'informatique qui s'investit sans compter dans l'apprentissage d'un logiciel ou celui d'une personne qui pratique régulièrement la course à pied pour son bien-être ;
- les motivations extrinsèques, où l'intérêt initial de l'action est basée sur la nécessité de répondre à une demande, comme une personne prend part à une formation informatique pour répondre aux exigences de son poste de travail, ou une personne qui court le matin après son bus pour ne pas arriver en retard à son travail.

L'enseignant ou le formateur peut s'interroger sur les motifs d'engagement en formation ou en apprentissage des apprenants afin de pouvoir y adapter son approche pédagogique.
| 3 Motifs intrinsèques | 7 Motifs extrinsèques |
| --- | --- |
| 1- Epistémique L’apprenant aime apprendre. Il a une vision positive du savoir pour le plaisir que cela lui apporte.                                                                              | 1- Economique La formation a un intérêt matériel (ex. : augmentation de salaire). |
| 2- Socio-affectif Ce sont les échanges, la communication et les interactions sociales qui sont appréciées dans la formation.                                                                     | 2- Prescrit La demande de formation ne vient pas de l’apprenant mais d’une personne ou institution qui fait pression dessus (ex. : employeur). |
| 3- Hédonique C’est le cadre de la pratique qui prime, le fait d’utiliser des outils (livres, multimédia, machine-outil...) spécifiques avant même de s'intéresser au contenu de l'apprentissage. | 3- Dérivatif La formation permet d’échapper à un quotidien routinier voire déplaisant. |
| ... | 4- Opératoire professionnel Il s’agit de devenir plus performant pour réaliser des tâches à vocation professionnelle. ex. : une formation sur une nouvelle machine outil ou sur les nouvelles fonctions d’un logiciel mis à jour.                                                                                         |
| ... | 5- Opératoire personnel Il s’agit de devenir performant pour réaliser des tâches pour soi même qui le nécessitent. ex. : conduire une voiture, faire la cuisine... |
| ... | 6- Identitaire L’acquisition des compétences vise à être reconnu dans une position professionnelle, sociale ou familiale. ex. : obtenir une qualification ou certification professionnelle pour être reconnu comme expert dans son domaine. ex. : obtenir un permis moto de grosses cylindrées dans un groupe de motards. |
| ... | 7- Vocationnel L’acquisition des compétences est orientée avant tout pour trouver un emploi ou s'y maintenir. Il s'agit d'obtenir une reconnaissance métier même honorifique nécessaire à sa pratique ou à son évolution (carrière).                                                                                      |

## Les méthodes pédagogiques
Pour René Descartes, philosophe et scientifique français du XVIIe siècle « une méthode est un itinéraire permettant d’atteindre un but ».
La méthode pédagogique ou règle de Descartes se résume en quatre points :
1. Ne recevoir comme argumentation ou vérité que ce qui a été compris et démontré ;
2. Résoudre un problème (un projet) en le découpant en différentes sous-parties (elles-mêmes pouvant être subdivisées à leur tour) ;
3. Réaliser les tâches à accomplir de manière ordonnée en commençant par les tâches les plus simples et finir par les tâches les plus complexes ;
4. Contrôler l'ensemble des tâches réalisées et des éléments à prendre en compte sans rien oublier.

### Vision d'ensemble des systèmes éducatifs performants
Avant d'aborder le cas des méthodes pédagogiques au niveau des élèves et des apprenants, il peut être pertinent d'avoir une analyse parmi d'autres qui présente à l'échelle mondiale, l'impact des méthodes pédagogiques employées sur les systèmes éducatifs de différents pays :

« La société de consultants McKinsey vient de dévoiler [au cours du 4e trimestre 2010] un rapport qui s'intéresse aux recettes des systèmes scolaires qui fonctionnent. Vingt pays performants et plus de six cents réformes ont été passés au crible depuis trois ans. L'étude montre que 72 % des actions mises en œuvre sont liées à des mesures de renforcement des méthodes de travail sur le terrain plutôt qu'à des leviers centralisés. Pour des systèmes ayant une bonne performance, comme la France, et qui veulent progresser, la priorité serait donc de renforcer l'accompagnement  de terrain des jeunes enseignants par des collègues expérimentés, une préparation plus systématique des cours en commun et le partage des bonnes pratiques au sein de l'établissement et au-delà, sous l'égide du chef d'établissement. À l'inverse, les systèmes éducatifs les moins performants s'améliorent principalement grâce à des initiatives dictées par les administrations centrales. »

### Présentation des principales méthodes pédagogiques[14]
Les méthodes pédagogiques répondent à l’interrogation : comment apprendre ? La présentation des méthodes pédagogiques s’appuie sur la présentation de Guy Palmade (1920-2006)

#### Éducation traditionnelle et éducation nouvelle
On distingue quatre méthodes pédagogiques divisées en deux courants pédagogiques :
- l’éducation dite traditionnelle basée sur le principe du modèle et de l'analyse des écarts. Elle concerne les méthodes Expositive et Démonstrative ;
- l’éducation dite nouvelle basée sur les principes de questionnement et du positionnement de l'élève comme acteur de ses apprentissages. Elle concerne les méthodes Interrogative et Active.

L’éducation dite traditionnelleprincipe du modèle et de l’écart
La relation en communication part du Professeur et va vers les Élèves. Le professeur est au centre de la communication. Prédominance de la transmission du savoir. Les élèves sont peu mobilisés dans le processus d’acquisition des connaissances.
Pour Foucault, « Le cadre disciplinaire est orienté sur le professeur » :
- les places (tables et chaises) des élèves sont orientées vers le bureau du professeur ;
- il y a une discipline comportementale à respecter de la part des élèves. Le professeur est dans une position hiérarchique dominante par rapport aux élèves.

L’éducation dite nouvelleMise en place de questionnement et d'actions concrètes d'apprentissage
La relation en communication part des Élèves et va vers le Professeur. Les Élèves sont le centre de la communication. Prédominance de la pédagogie, de l’appropriation du savoir par les élèves. Les élèves sont plus mobilisés dans le processus d’acquisition des connaissances.

#### Les quatre méthodes pédagogiques
La méthode expositive ou centrée sur le modèle et l’écart
C’est une méthode par laquelle on transmet un savoir et un savoir faire par un exposé. D’où la dénomination de méthode expositive.
La méthode expositive se décompose en deux temps : 
1. Transmission d’un modèle de savoir par un exposé ;
2. Évaluation de ce qui a été transmis par un retour « feed back » qui se réalise par le biais d’exercices d’évaluation, puis par un contrôle des connaissances.

Dans le 2e temps l’enseignant va vérifier l’écart existant entre ce qu’il a transmis et ce que les élèves ont réellement acquis. Si l'écart est faible alors le professeur passe à la leçon suivante ; si l'écart est important alors le professeur recommence ses explications.
| Avantages                                                                                   | Inconvénients |
| ------------------------------------------------------------------------------------------- | --- |
| Permet une transmission du savoir : - À un grand nombre d’élèves, - En un minimum de temps. | Difficile de savoir à qui revient la responsabilité de l’incompréhension du cours ? Au professeur : Explications manquantes ou pédagogies inadaptées ? Aux Élèves : Ils n’ont pas le niveau pour comprendre ? Ils n’ont pas assez travaillé ? Cette méthode qui favorise la transmission d’un contenu au détriment de l’appropriation de l’élève pose un problème pour certains types de contenus psychomoteurs. ex. : il est difficile d’apprendre à faire du vélo, du ski, de la cuisine, de la mécanique... en se basant seulement sur un contenu théorique. |

La méthode démonstrative
Elle est basée sur la monstration, le fait de montrer à l'autre comment faire et comment apprendre.
Le processus à l’œuvre est le même que celui de la méthode expositive sauf que cette méthode se situe dans l’univers sensori-moteur. Dans la méthode expositive, la transmission d’un savoir se fait par exposé, pour celle-ci c’est la monstration du geste (le fait de montrer le geste) à réaliser. Exemples : activités artistiques, dessins, danses, activités sportives...
La méthode interrogative
La méthode interrogative s'inspire de la maïeutique de Socrate. Socrate, philosophe de l'Antiquité, avait une mère qui était sage-femme, en conséquence, la maïeutique est « l'art d'accoucher les esprits ». À travers des questions successives, l'apprenant développe un raisonnement progressif jusqu'à obtention de la bonne réponse.
Le professeur guide les élèves à partir de questions posées. Le professeur part de ce que savent les élèves pour les mener par le biais de questions vers des connaissances nouvelles.
L’idée est de construire à partir de ce que les élèves ont déjà acquis pour leur transmettre d’autres savoirs. On commence par interroger, évaluer (ex. : évaluations CP, CE2, 6e).
En fait, par le biais de questions posées aux élèves, on va se servir des acquisitions anciennes pour les conduire progressivement vers des acquisitions nouvelles. Ce n’est pas le discours du professeur qui est au centre de l’enseignement. Les élèves sont actifs et leur effectif est limité. On ignore ce qui se passe dans le processus d’appropriation de l’élève par le biais des questions qui le mène aux connaissances nouvelles.
Les méthodes actives
Le professeur met en place des « situations problèmes » que les élèves doivent résoudre par eux-mêmes.
Dans ce cas, c’est le Maître qui prépare les progressions, il va ajuster les obstacles pour permettre aux élèves d’apprendre. Si les obstacles sont trop faibles les élèves n’apprennent rien, à contrario les obstacles sont trop élevés, l’élève n’y parviendra pas.
Ces méthodes privilégient le processus d’appropriation des connaissances, les élèves sont complètement mobilisés psychiquement dans le problème à résoudre. Ces méthodes nécessitent un effectif d’élèves réduit, on se rapproche des pédagogies différenciées.
Du point de vue de la gestion du temps et de programme si chacun avance à son rythme en fonction de son degré d’assimilation, certaines parties du programme risquent d’être sacrifiées au profit de la qualité de compréhension.
Le public concerné :
- Les enfants en grande difficulté scolaire ;
- L’élite de la nation, avec la mise en place de cas pratiques à résoudre pour les étudiants à l’École Nationale de l’Administration (ENA).

En général, les méthodes actives sont essentiellement mises en place (Célestin Freinet, Maria Montessori etc.) auprès d’un public en position de grande difficulté scolaire. Ce public s’est avéré en position de décrochage scolaire avec les méthodes traditionnelles. Ces méthodes actives apparaissent comme une solution alternative.

#### Les conditions sociales, scolaires et techniques nécessaires
- Les valeurs sociales d’autonomie sont développées de manière très encadrée dans le système scolaire. L’autonomie développée ne doit pas risquer de changer plus tard les rapports au travail entre patrons et salariés.
- Les conditions scolaires.
- Un effectif de participants réduit : max. 20 apprenants par classe (alors que la moyenne est plutôt à 25- 30).

L’enseignant doit avoir la compétence de pouvoir gérer des groupes. Compétences en psychosociologie et dynamique des groupes qui se traduisent entre autres par :
- l'animation d'un groupe d'apprenants ;
- la gestion des conflits ;
- l'échange et la valorisation des expériences chez les adultes.

Les conditions techniques :
- disposer d’outils multimédia (dont l’informatique) et savoir s’en servir ;
- maîtriser les NTIC : Nouvelles Technologies de l’Information et de la Communication. Beaucoup d’informations et d’enseignements sont disponibles par Internet et notamment dans les plateformes (sites Internet spécialisés) d'apprentissages.

#### Les critiques portées sur les méthodes actives
Les conditions de mise en œuvre sur le plan social, scolaire et technique nécessitent des moyens humains, matériels et financiers qui sont rarement rassemblés au sein d’un même établissement scolaire. La pédagogie ne peut pas tout, certains problèmes d’enfants relèvent de la psychiatrie. Il y a une sorte d’angélisme social qui vise à croire qu’on peut tout résoudre par une pédagogie adaptée. Or certes si les problèmes scolaires peuvent conduire au chômage, le chômage reste un problème politique et il ne pourra être résolu que par des solutions sociales.

## L'évaluation
« L’évaluation (ou assessment) est un moment décisif [...] parce qu’elle devient constitutive du processus d’apprentissage ».
La science qui étudie les systèmes d'évaluation et d'examen est la docimologie.
Différentes modalités de l'évaluation
- Diagnostique

L'évaluation diagnostique établit les points forts et les points faibles d'un élève ou d'un professionnel à un moment donné. Cette évaluation permet un test de niveau en vue de l'organisation des futurs apprentissages.
- Pronostique

L'évaluation pronostique établit si une personne dispose des acquis nécessaires pour suivre un cursus de formation. Exemple : concours d'entrée dans une école.
- Formative

L'évaluation formative intervient souvent à la suite d'un exercice ou d'un contrôle des connaissances et elle permet de prendre conscience par la correction des éléments à améliorer qui peuvent être incomplets ou erronés. Elle permet de consolider les apprentissages acquis.
La notation formative est l'illustration de l'évaluation formative qui peut être matérialisée par un système de notation alternatif où l'essentiel est de déterminer les connaissances acquises, les connaissances en cours d'acquisition, partiellement acquises et à améliorer et les connaissances non acquises à acquérir. La notation formative est utilisée plus comme un outil qualitatif pour mettre en avant le travail individuel à fournir pour être niveau plutôt que sanctionner les connaissances acquises de manière sommaire.
Ainsi nous pouvons présenter les barèmes d'évaluation suivants :
- une notation de base 2 : Acquis ou Non Acquis ;
- une notation de base 3 : Acquis, Partiellement acquis et Non Acquis ;
- une notation de base 5 : Acquis, Assez bien acquis, Partiellement acquis, En cours d'acquisition, Non acquis.

Ces barèmes peuvent être soit verbalisés, exprimés par écrit même avec des abréviations pour chacune des notes, soit symbolisés par des dessins, nombre de cercles, de fleurs, personnage (smiley) plus ou moins souriant, etc.
Les travaux expérimentaux, et les méta-analyses actuelles (notamment celles de John Hattie) montrent clairement que l'évaluation formative permet de faire progresser les élèves et particulièrement les plus faibles plus facilement et plus efficacement que l'évaluation sommative.
- Sommative

L'évaluation sommative permet d'évaluer le niveau de connaissances acquis à l'issue d'un cours ou au cours d'un examen final. La notation a une place très importante dans l'évaluation sommative. L'évaluation sommative sanctionne soit le niveau d'acquisition (ex. : par une note sur 20) ou bien indique si à la suite de ses résultats un candidat est admis ou non admis à son examen. Même si c'est une des caractéristiques de l'évaluation sommative, la plupart des évaluations sont le plus souvent matérialisés par un système de notation.
Cette évaluation peut être : 
- numérique ; avec des notes qui peuvent être sur 10, sur 20, sur 100, etc. La notation numérique peut être également pondérée par des coefficients afin de donner plus d'importance à certaines disciplines par rapport à d'autres ;
- alphabétique ; avec des lettres alphabétiques qui expriment un niveau d'acquisition. Exemple : A = très bien, B = bien, C = moyen, D = insuffisant, : E = très insuffisant. La notation alphabétique est présente également dans sa variante alphabético-symbolique, il s'agit d'ajouter les signes + ou - à la lettre alphabétique (ex: A+, B-, D+ etc.). Par conséquent, cela entraîne :
  - une notation de base 5 avec les cinq lettres A, B, C, D, E,
  - une notation de base 10 avec les cinq lettres A, B, C, D, E associées au signe + : A+, A, B+, B, C+, C, D+, D, E+, E,
  - une notation de base 15 avec les cinq lettres A, B, C, D, E associées aux signes + et - : A+, A, A-, B+, B, B-, C+, C, C-, D+, D, D-, E+, E, E-.

En termes de perception sociale et au sein d'un groupe, les notes obtenues permettent un classement, une hiérarchisation des personnes en fonction leur résultat. De plus, cette modalité d'évaluation a un effet de renforcement positif (bonne note = encouragement) ou négatif (mauvaise note = découragement) sur la psychologie de l'élève ou de l'apprenant.